# Niederländische Badmintonmeisterschaft 1969
Die Niederländische Badmintonmeisterschaft 1969 war die 28. Auflage der nationalen Titelkämpfe im Badminton in den Niederlanden. Die Meisterschaft wurde in Heerlen ausgetragen.

## Titelträger
| Disziplin    | Sieger                              |
| ------------ | ----------------------------------- |
| Herreneinzel | Herman Leidelmeijer                 |
| Dameneinzel  | Joke van Beusekom                   |
| Herrendoppel | Huub van Ginneken Ruud van Ginneken |
| Damendoppel  | Joke van Beusekom Felice de Nooyer  |
| Mixed        | Herman Leidelmeijer Lily ter Metz   |